# Marcus Wandt
Marcus Hans Wandt (Mora, 22 settembre 1980) è un astronauta svedese.
Nel 2022 è stato selezionato come astronauta di riserva del Gruppo 4 degli astronauti ESA. L'agenzia spaziale svedese (SNSA) attraverso l'agenzia spaziale europea ha acquistato un posto a bordo della Crew Dragon nella missione Axiom Mission 3 avvenuta tra gennaio e febbraio 2024. La missione aveva come obiettivo svolgere esperimenti scientifici per 14 giorni (poi estesa a 21 giorni) sulla Stazione spaziale internazionale.